# 本多俊次
本多 俊次（ほんだ としつぐ）は、江戸時代前期の大名。酒井忠次の孫。康俊系本多家宗家2代。

## 生涯
文禄4年（1595年）、徳川氏の重臣（のち膳所藩初代藩主）本多康俊の長男として下総小篠で生まれる。慶長15年（1610年）に従五位下・下総守に叙任される。慶長19年（1614年）の大坂冬の陣では父と共に参加し、慶長20年（1615年）の大坂夏の陣では将軍・徳川秀忠に従って武功を挙げた。
元和7年（1621年）2月、父の死去により家督を継いで膳所藩主となる。しかし7月、5000石加増の3万5000石で三河西尾に加増移封された。寛永9年（1632年）10月23日、遠江掛川城の守備を務めた功績などにより、寛永13年（1636年）6月23日に1万5000石加増の5万石で伊勢亀山に加増移封された。そして慶安4年（1651年）4月4日、2万石加増の7万石で、再び膳所藩主として再任された。
寛文4年（1664年）9月12日、次男の康将に家督を譲って隠居する。寛文8年（1668年）8月11日、膳所で死去した。享年74。

## 系譜
父母
- 本多康俊（父）
- 菅沼定盈の娘（母）

正室
- 立花宗茂の養女、小田部統房の娘

子女
- 本多康長（長男）生母は正室
- 本多康将（次男）生母は正室
- 本多忠顕、生母は正室
- 本多忠隆
- 本多俊正
- 名和宗朝
- 鈴木仍時
- 本多忠利
- 本多守之
- 立花鎮俊
- 本多忠英
- 牧野光成正室
- 春木孝光室
- 細川興栄正室
- 伊丹某室
- 本多直国室